# La Galera
La Galera – gmina w Hiszpanii, w prowincji Tarragona, w Katalonii, o powierzchni 27,42 km². W 2011 roku gmina liczyła 843 mieszkańców.